# کلیسای جامع رستاخیز مسیح، ناروا
کلیسای جامع رستاخیز مسیح (انگلیسی: Resurrection of Christ Cathedral, Narva) یک کلیسا جامع ارتدکس روسی در ناروا، استونی است. کلیسای تنها بنایی بود که پس از بمباران شهر در سال ۱۹۴۴ در جریان جنگ جهانی دوم سالم مانده بود.
این کلیسا که در سال ۱۸۹۰ تأسیس شده دارای یک گنبد بزرگ در مرکز و چهار گنبد کوچک‌تر در اطراف آن است، همچنین برج ناقوس کلیسا ۲۸٫۸ متر ارتفاع دارد. تزئینات و فضای نیمه گنبد بالای محراب اصلی در سال ۱۹۱۲ نقاشی و ساخته شده‌است.

## نگارخانه

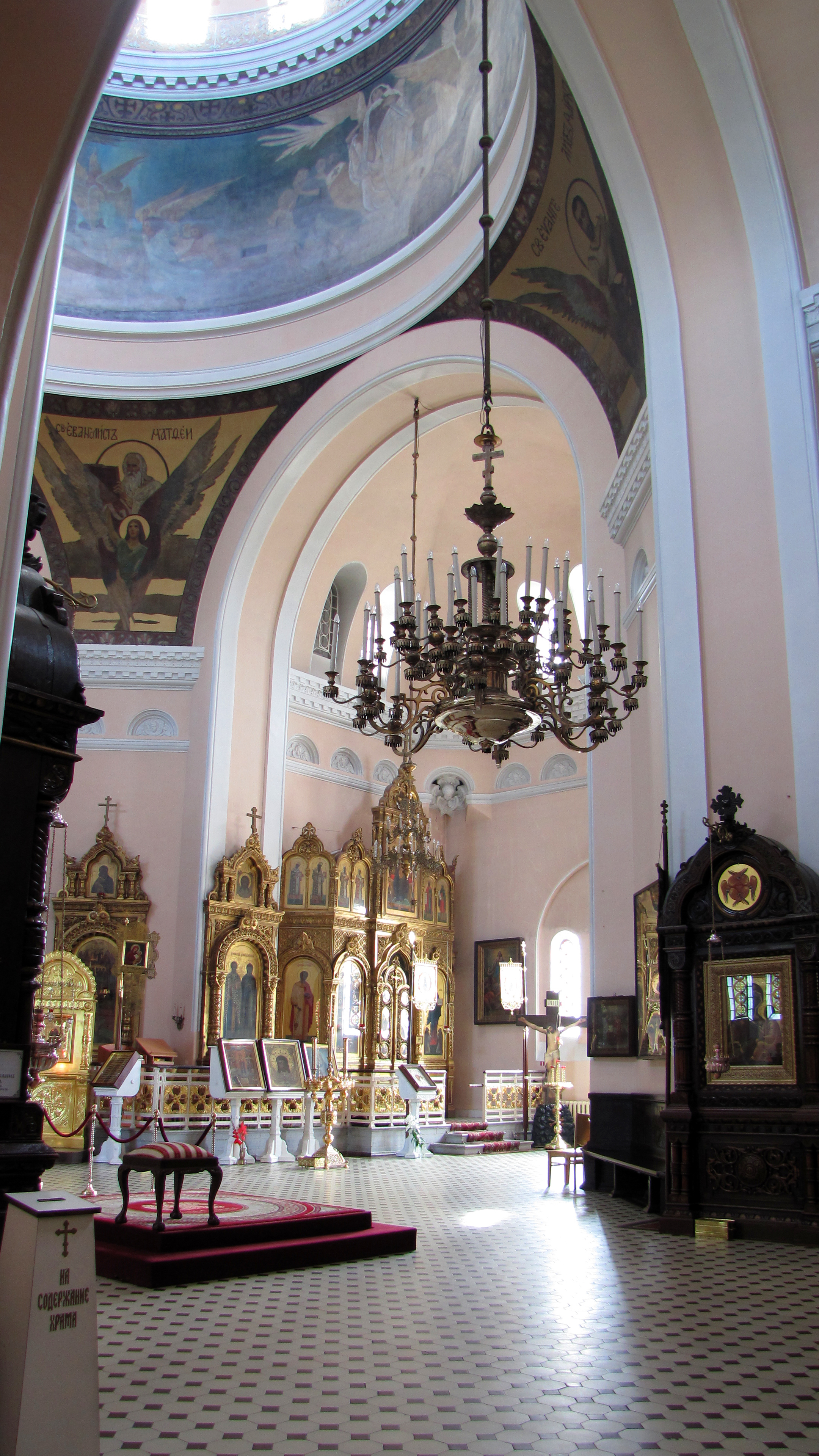
محراب
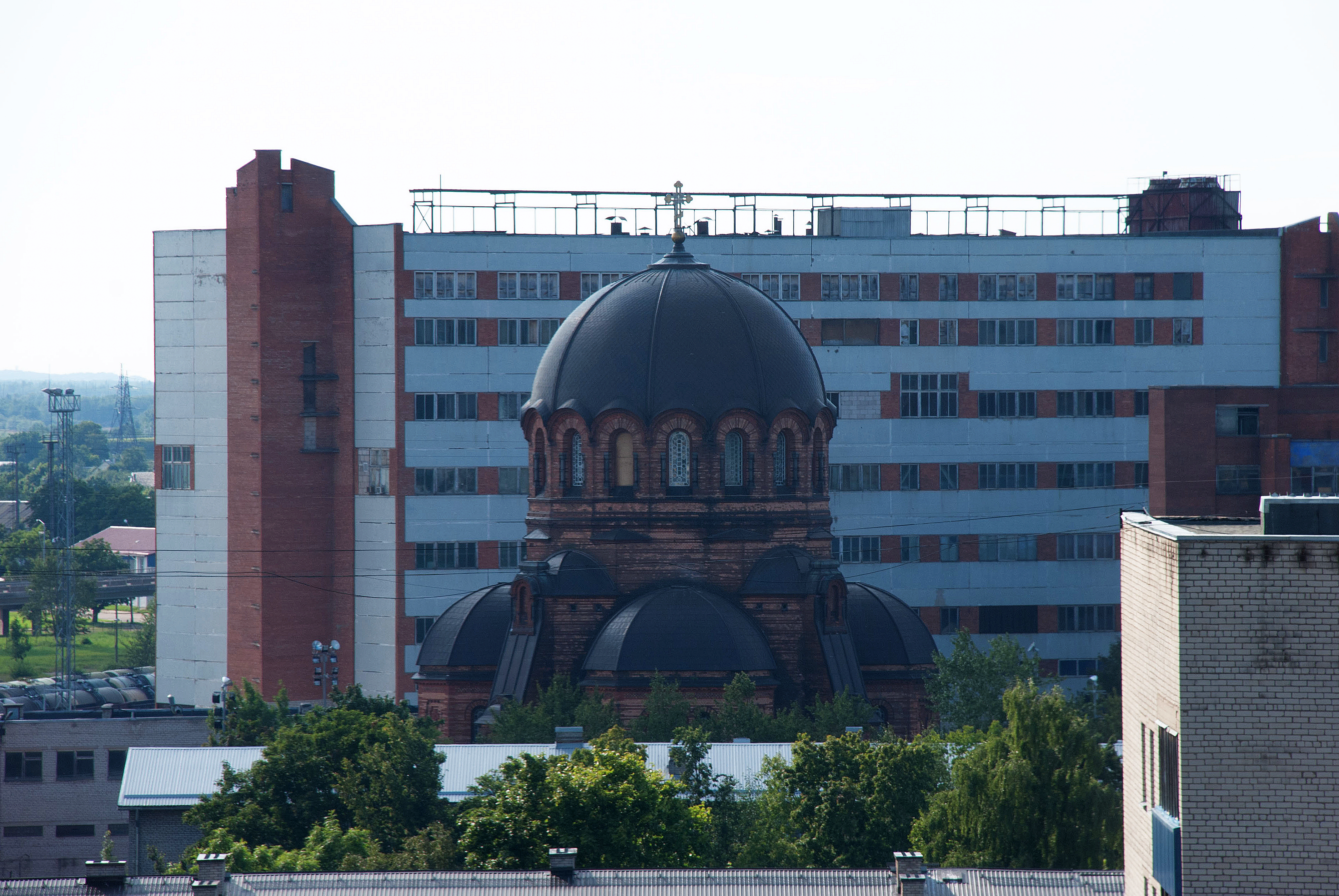
گنبد
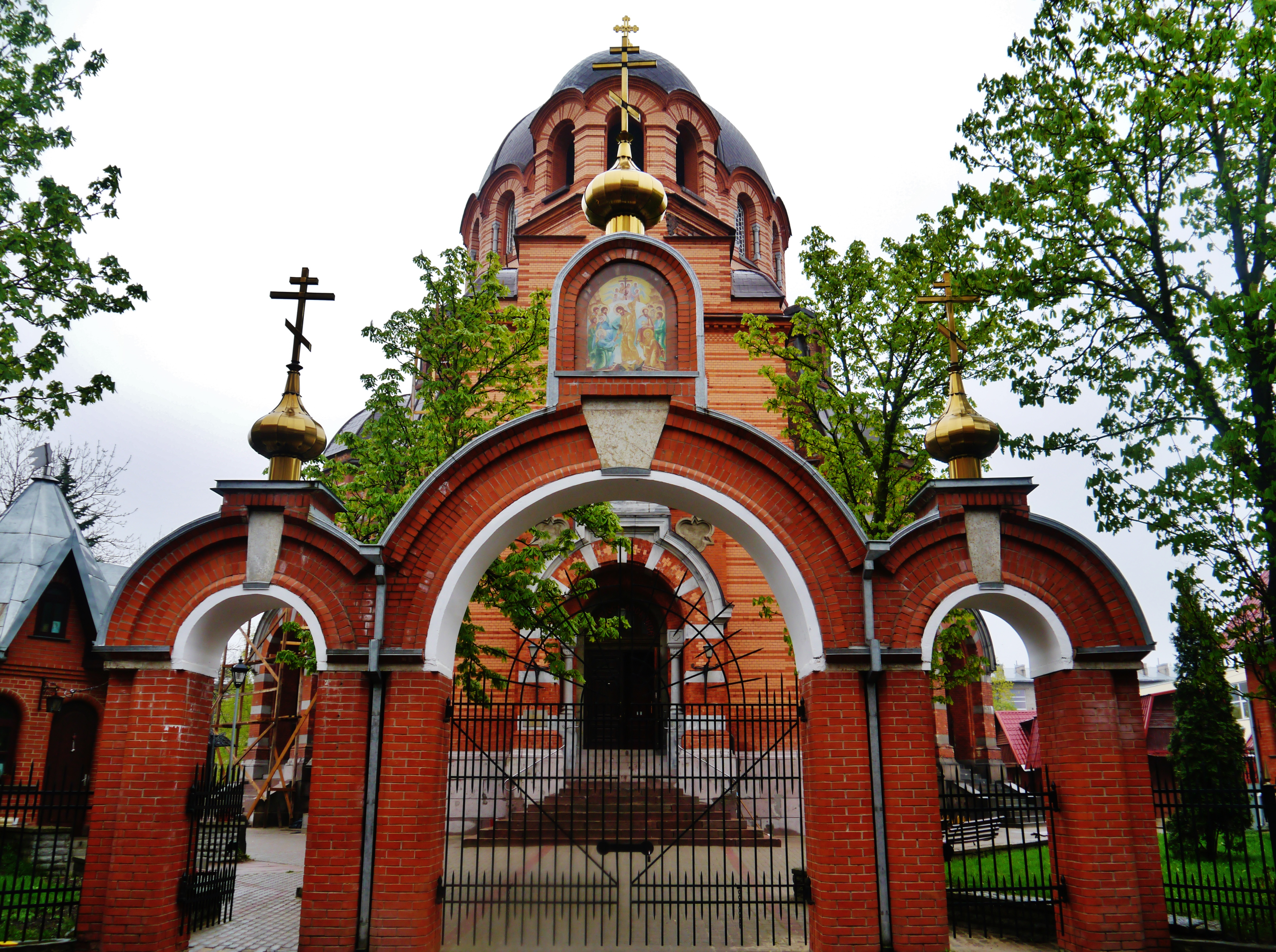
ورودی کلیسا
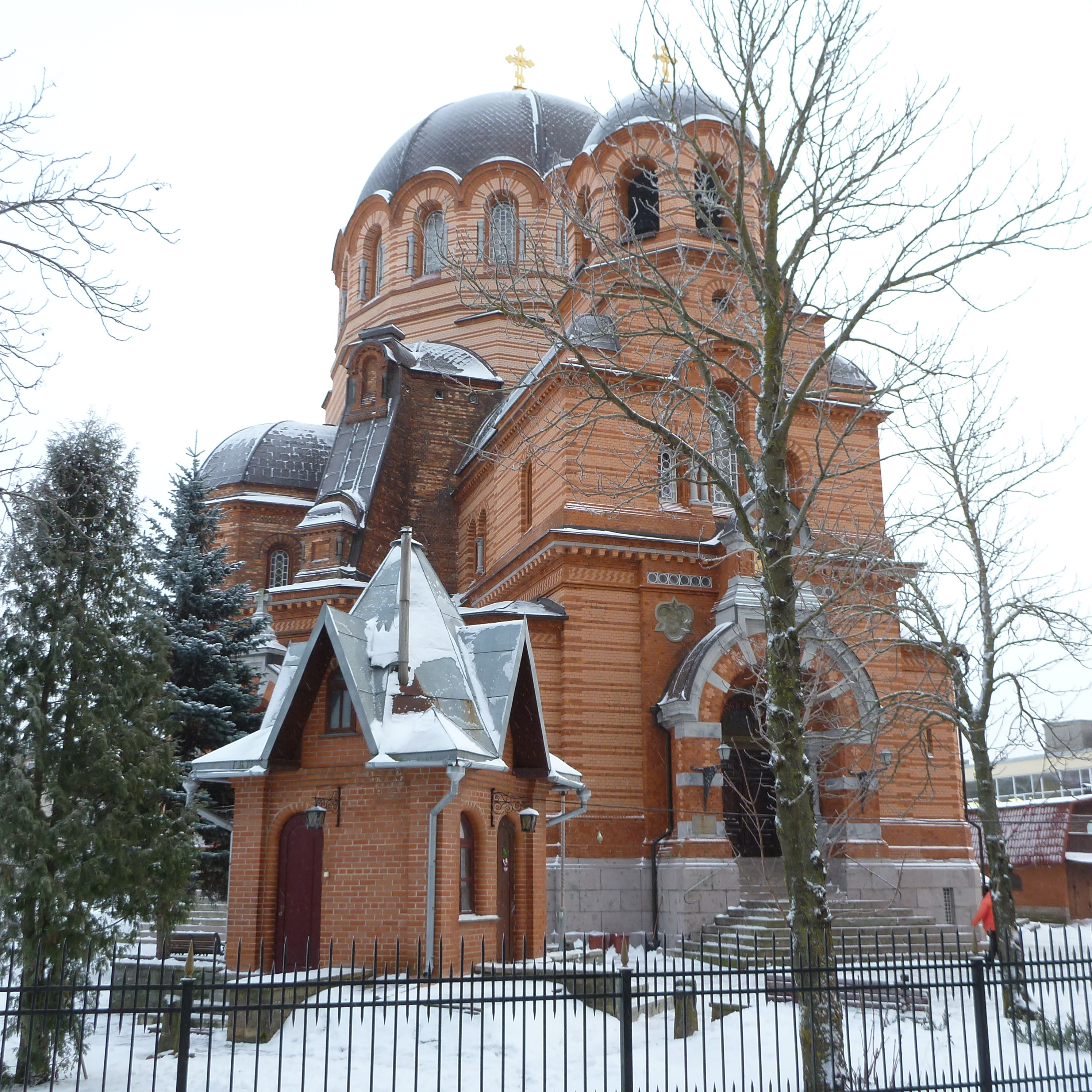
کلیسا در زمستان
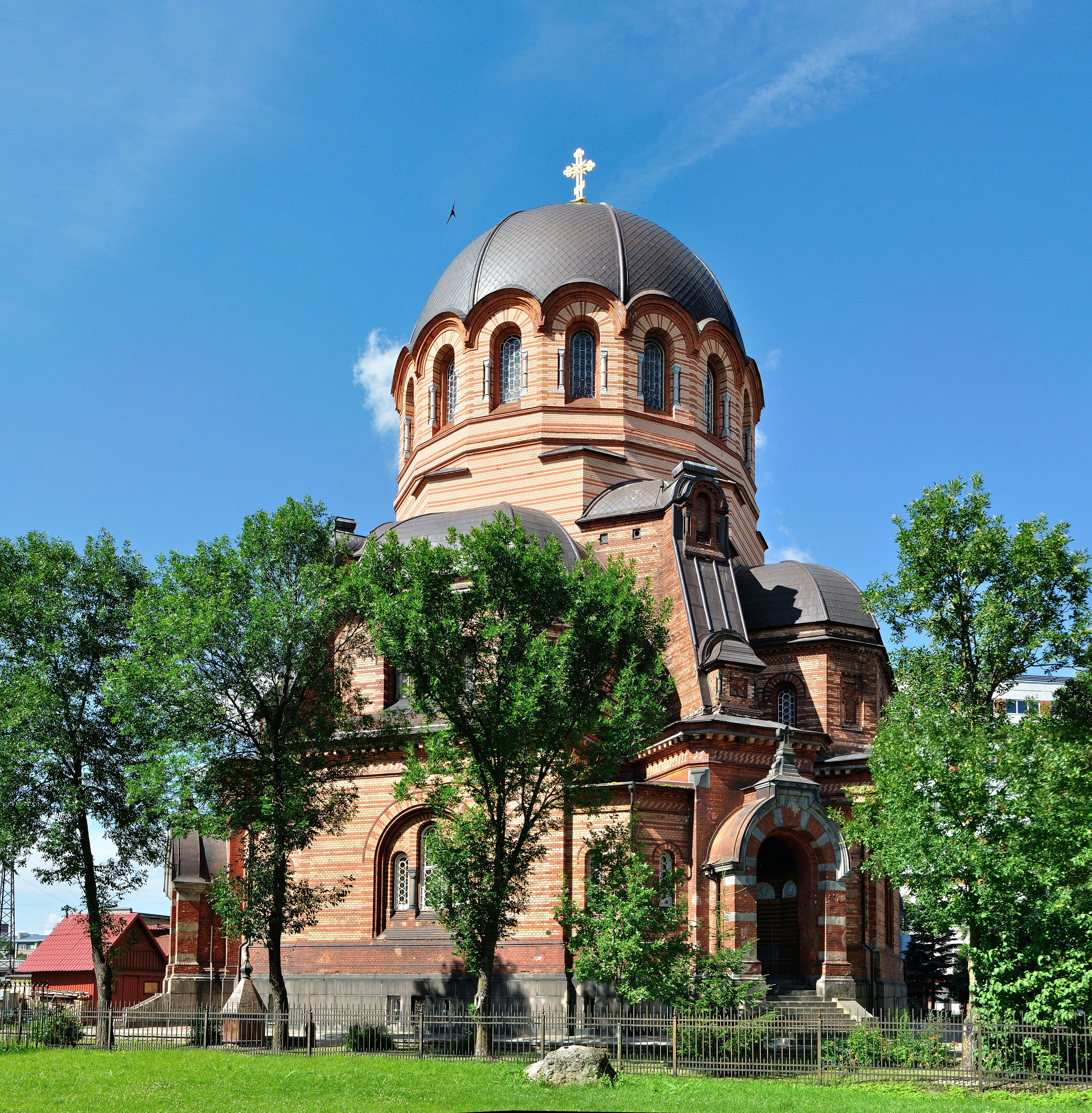
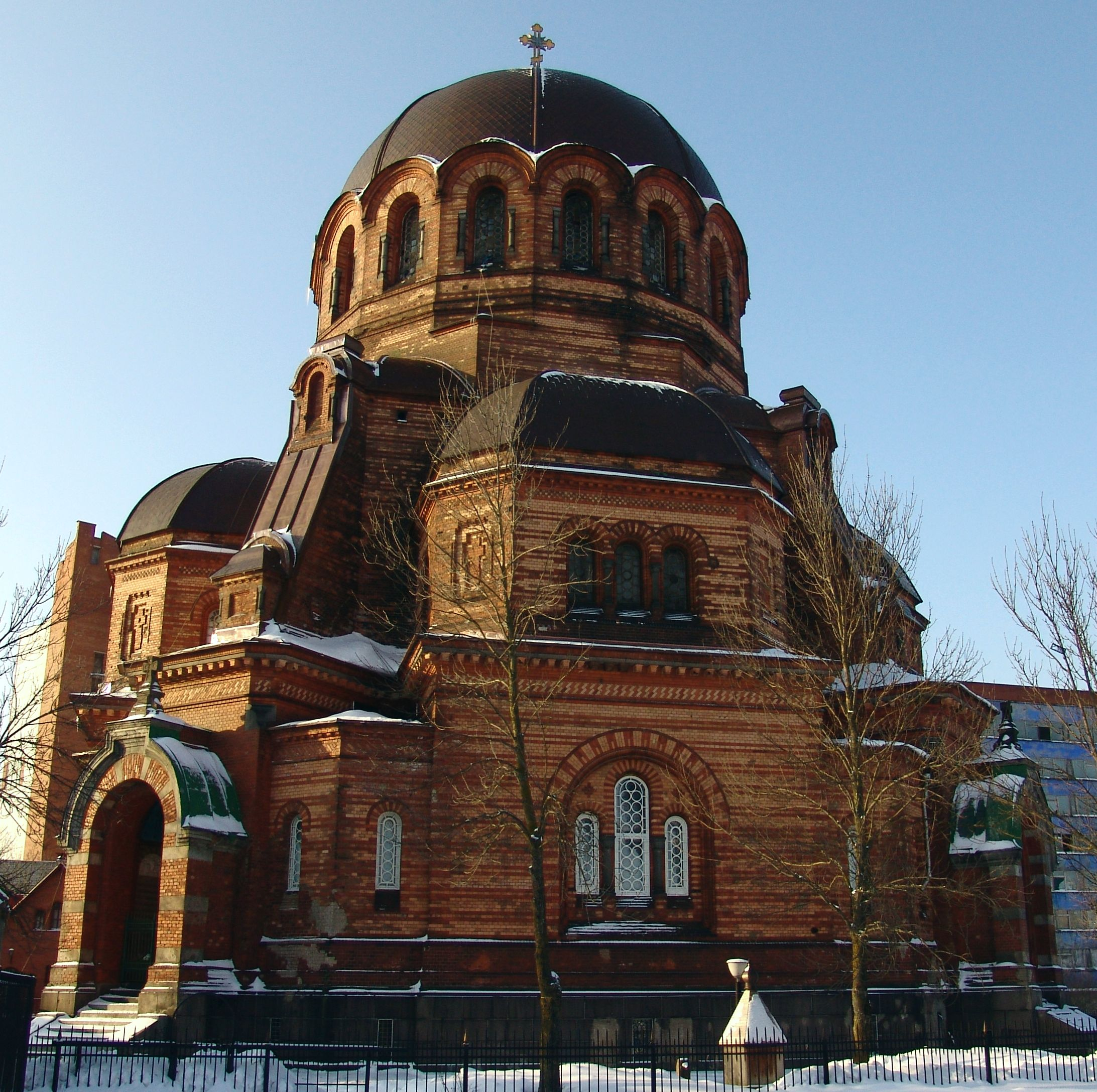